# Salvador Gutiérrez Contreras
Salvador Gutiérrez Contreras (Compostela, Nayarit; 13 de diciembre de 1918-ibídem; 8 de abril de 2009) fue un historiador, escritor y político mexicano.

## Biografía
Salvador Gutiérrez Contreras nació 13 de diciembre de 1918 en Compostela, Nayarit, hijo de Toribio Gutiérrez Zúñiga y Aurelia Contreras Bernal, segundo hijo de una familia de seis hermanos: Ramón, María de los Ángeles I (fallecida de niña), Toribio, María de los Ángeles II, Timoteo y Luis.
En 1931 el Lic. Agustín Yáñez (Director General de Educación Pública del Estado de Nayarit) le otorgó un diploma de honor por haber resultado vencedor de las pruebas de lectura del Concurso Intereescolar celebrado en el Municipio de Compostela.
Al no tener oportunidad de realizar sus estudios superiores por falta de recursos económicos, se dedicó al trabajo agrícola a lado de su padre.
A partir de 1940 realiza sus estudios de manera autodidacta y forma por más de sesenta años una importante biblioteca con libros de consultas, periódicos de todas épocas y documentos históricos. Sus estudios fueron apoyados con el asesoramiento, resultado de la relación directa e intercambio cultural que tuvo con distinguidos investigadores e historiadores principalmente de Tepic, Guadalajara, México y España.
Desde que estuvo en la escuela, Salvador tuvo interés por los estudios de historia, civismo, geografía, héroes históricos, personas ilustres, periodismo, arqueología y grupos indígenas.
El 10 de mayo de 1940 contrae matrimonio con Concepción Aguirre Viruete.

## Carrera política
Salvador inició su carrera en Servicio Público en 1937 como guarda forestal honorario de caza y pesca. 
Fue también:
- Inspector fiscal del Gobierno del Estado de Nayarit.
- Secretario honorable del Ayuntamiento de Compostela.
- Regidor de Hacienda.
- Diputado de la XI Legislatura del Congreso del Estado de Nayarit (1954-1957).
- Presidente Municipal de Compostela (1958-1960) en el período constitucional.
- Subdelegado Federal de Turismo (1966-1970).
- Secretario General de la Delegación D3 guion 2 de la sección 20 de Nayarit del SNTE.
- Representante del INAH como encargado de las zonas arqueológicas de los municipios de Compostela y San Pedro Lagunillas.

De 1946 a 1997 fue miembro de la Comisión de Límites del Estado de Nayarit desde 1978. Así también como Asesor del Gobierno del Estado en varios períodos.

## Obras literarias
Fruto de sus investigaciones, redacta alguna obras donde plasma sus estudios antropológicos, arqueológicos, etnográficos, históricos, geográficos, entre otras disciplinas.
Libros. 
- Geografía física, histórica, económica y política del Municipio de Compostela, Nayarit (1945; 2a. edición, 1947). 138 págs.
- Compostela de Indias: su origen y fundación (1949; 2a. edición, 1959). 77 págs.
- José María Mercado, héroe de nuestra independencia (1954; 2a. edición, Gobierno del Estado de Jalisco, 1985). 351 págs.
- Evaristo Lerma Ríos: noticias biográficas y anécdotas de su vida pintoresca (1972; 2a. edición, 1999). 79 págs.
- Los coras y el rey Nayarit (1974; 2a. edición, 2001). 392 págs.
- La familia Gutiérrez Contreras: breve información genealógica y otras noticias (edición privada, 1978). 190 págs.
- El territorio del Estado de Nayarit a través de la historia (1979). 291 págs.
- Defensores de la libertad en el territorio del hoy Estado de Nayarit (XXX Ayuntamiento de Tepic, 1986). 78 págs.
- La acción heroica de Juan Escutia en la defensa de Chapultepec y la intervención norteamericana de 1847 (Gobierno del Estado de Nayarit, 1990). 302 págs.
- Estudio histórico sobre límites de los Estados de Nayarit y Jalisco (1995). 116 págs.
- Los derechos de jurisdicción territorial del Estado de Nayarit sobre las Islas Marías (1996). 68 págs.
- La Iglesia de Compostela, Nayarit, a través de los años (2000). 176 págs.
- Historia de Compostela, Nayarit (Universidad Autónoma de Nayarit, 2003). 492 págs.
- Gilberto Flores Muñoz y su obra (2006). 125 págs.
- Anecdotario de Compostela (2008).
- Movimientos revolucionarios en Nayarit (póstuma, Universidad Autónoma de Nayarit, 2013). 195 págs.

Folletos y revistas. 
- Breve historia del obispado de Compostela (1950). 41 págs.
- Revista Cultural Compostela (1953).
- Chacala en la historia y la leyenda (1954). 25 págs.
- Tierras para los indígenas y autonomía de Nayarit fueron el ideal de Lozada (1954). 27 págs.
- Tepic: su pasado y su presente (1954). 20 págs.
- Homenaje a nuestros héroes y hombres ilustres (H. Congreso del Estado de Nayarit, 1957). 29 págs.
- El puerto de San Blas, Nayarit (1979). 11 págs.
- La acción heroica del capitán Marcos Zúñiga (1980). 31 págs.
- Alberto Gutiérrez Camarena: su vida y su obra (1984). 29 págs.

## Fallecimiento
Murió el 8 de abril de 2009 por un infarto agudo al miocardio y su sobrino el Dr. Sergio Alberto Zúñiga Gutiérrez, médico de cabecera lo acompañó en el traslado al hospital hasta sus últimos minutos.